# Mimoglenea
Mimoglenea is een kevergeslacht uit de familie van de boktorren (Cerambycidae). De wetenschappelijke naam van het geslacht werd voor het eerst geldig gepubliceerd in 1968 door Breuning.

## Soorten
Mimoglenea is monotypisch en omvat slechts de volgende soort:
- Mimoglenea fuchsi Breuning, 1968